# Dolina Bednarzowska

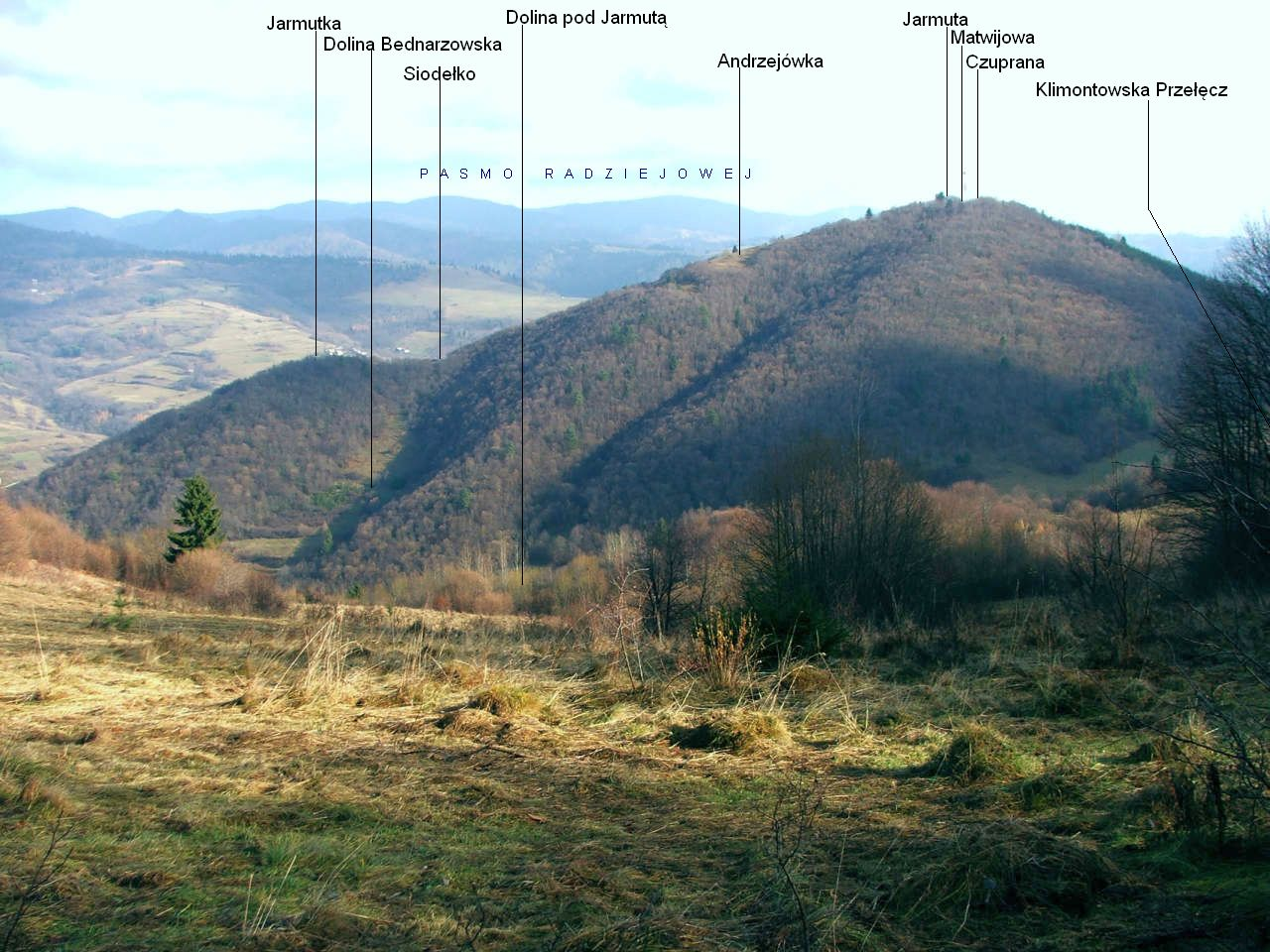
Widok z Grzbietu Małych Pienin

Dolina Bednarzowska – niewielka dolinka na południowo-zachodnich stokach Jarmuty w Małych Pieninach w Szczawnicy w województwie małopolskim, w powiecie nowotarskim, siedziba władz gminy miejsko-wiejskiej Szczawnica. Jest bocznym, orograficznie prawym odgałęzieniem Doliny pod Jarmutą wcinającym się między Jarmutę i Jarmutkę. Opada do niej spod przełęczy Siodełko w kierunku południowo-zachodnim.
Dolina Bednarzowska niegdyś była trawiasta, wypasana przez mieszkańców Szczawnicy. Obecnie w większości porośnięta jest lasem. Znajduje się poza szlakami turystycznymi, można jednak przejść nią nieznakowaną drogą ze Szczawnicy z osiedla Na Potoku na przełęcz Siodełko.